# Probiotico
I probiotici, secondo la definizione ufficiale della FAO e dell'OMS, sono “micro-organismi vivi che, somministrati in quantità adeguata, apportano un beneficio alla salute dell'ospite”. I probiotici si affiancano ai prebiotici, che sono il nutrimento dei probiotici (tipicamente fibre vegetali insolubili e amidi resistenti).
I batteri lattici (LAB, Lactic Acid Bacteria), per la maggior parte rappresentati dai lactobacilli, e i bifidobatteri sono i più comuni tipi di microrganismi probiotici, anche alcuni lieviti e bacilli possono essere utili. I fermenti presenti all'interno di tali prodotti e moltissimi altri batteri presenti in generale nei probiotici svolgono alcuni ruoli benefici, alcuni studiati solo in parte ed altri ipotizzati, installandosi nell'organismo umano, integrando il microbiota: infatti, se ingeriti sopravvivono per la maggioranza anche quando entrano in contatto con i succhi gastrici: per sopportarne l'acidità e passare indenni all'intestino infatti si ricoprono di alcuni oligosaccardi e polisaccaridi o si combinano ad altre fibre che li accompagnano nel tratto digestivo. Una buona pratica per fare sopravvivere in particolare i lactobacilli e bifidobatteri è quella di assumere questi probiotici 30 minuti prima di un pasto, in modo tale da non assumerli in piena attività digestiva: quest'ultima infatti aumenta l'acidità e dunque il pH dello stomaco. Tuttavia, i lactobacilli e bidibatteri insieme agli enterococchi sono già in partenza più resistenti ai succhi gastrici rispetti ad altri generi di batteri.
Nessun tipo di prodotto contenente probiotici è stato approvato dalla US Food and Drug Administration per indicazioni mediche.

## Definizione
Dal punto di vista etimologico, il termine “probiotico” deriva dall'unione della preposizione latina pro- (“a favore di”) e dell'aggettivo greco βιωτικός (biotico), derivante a sua volta dal sostantivo βίος (bios, “vita”).
La definizione di consenso di "probiotico", secondo la ISAPP (International Scientific Association for Probiotics and Prebiotics), è: «microrganismi vivi che, se somministrati in quantità adeguate, conferiscono un beneficio per la salute all'ospite».
Il documento FAO e OMS si riferisce a microrganismi non patogeni presenti negli alimenti o aggiunti ad essi, ed “esclude riferimenti ad agenti bioterapeutici e a microrganismi benefici non utilizzati in ambito alimentare”; questo distinguo è importante per la sicurezza di utilizzo di batteri vitali.

## Alimenti contenenti probiotici
I fermenti lattici sono contenuti in alimenti fermentati, come ad esempio:
- lo yogurt greco minimamente processato
- il kefir minimamente processato
- il miso
- il tempeh
- il kimchi
- il natto
- il tofu specificatamente fermentato (come quello puzzolente)
- i crauti
- la kombucha fresca
- l'aceto di mele non pastorizzato (contiene batteri acido-acetici)

Inoltre, sono contenuti in formaggi non ultraprocessati e sottoposti a stagionatura. Nonostante il latte per produrre il formaggio sia sottoposto a pastorizzazione (e dunque riscaldato per eliminare i batteri nocivi all'interno), i fermenti lattici nei formaggi da stagionare possono essere reintegrati dopo la pastorizzazione con l'aggiunta manuale di colture batteriche. I formaggi, con la stagionatura, preservano i probiotici, diminuiscono in lattosio (lo zucchero naturale presente nel latte) e aumentano in sodio. I formaggi non stagionati, ultraprocessati (contenenti additivi e conservanti) e affumicati non contengono probiotici. I formaggi stagionati si possono usare per assumere probiotici, calcio e vitamina D anche quotidianamente se se ne assume una dose bassa in quanto sono prodotti a partire dal latte intero, per cui contengono molto grasso e molte caseine; un consumo quotidiano elevato di formaggi può portare all'aumento del colesterolo. Alcuni esempi di formaggi stagionati contenenti probiotici sono:
- il Parmigiano reggiano DOP
- il Castelmagno DOP
- il pecorino sardo DOP
- il pecorino romano DOP
- la ricotta fresca
- i fiocchi di latte freschi
- la mozzarella fresca

## Requisiti
Un microrganismo si può dire probiotico se soddisfa i seguenti requisiti:
- è sicuro per l'impiego nell'uomo: in Europa un utile riferimento in questo senso può essere la lista delle specie batteriche qualificate presuntivamente come sicure dall'EFSA (QPS). In ogni caso, i microrganismi probiotici non devono essere portatori di antibiotico-resistenze acquisite e/o trasmissibili;
- essere attivi e vitali a livello intestinale in quantità tale da giustificare gli eventuali effetti benefici osservati in studi di efficacia;
- essere in grado di persistere e moltiplicarsi nell'intestino umano;
- essere in grado di conferire un beneficio fisiologico dimostrato secondo i criteri riportati nel seguente processo (documento FAO/OMS sulla valutazione dei probiotici per uso alimentare).

La colonizzazione intestinale da parte dei probiotici ha carattere temporaneo e termina alcuni giorni dopo la sospensione della loro assunzione.

## Prebiotici
L'equilibrio del microbiota intestinale viene favorito anche dall'assunzione con la dieta di prebiotici, sostanze di origine alimentare non digeribili che possono promuovere selettivamente la crescita e/o attività di uno o più batteri già presenti nel tratto intestinale o assunti contestualmente al prebiotico.
La definizione di prebiotici secondo la ISAPP è: «substrato che viene utilizzato selettivamente dai microrganismi dell'ospite conferendo un beneficio per la salute».

### Simbiotici
L'uso congiunto di probiotici e prebiotici porta allo sviluppo di alimenti definiti "simbiotici".
I prodotti simbiotici possono essere composti ad esempio da un lattobacillo probiotico e da sostanze prebiotiche che favoriscono nello specifico la proliferazione di bifidobatteri, in modo da assicurare un'azione sia nel piccolo intestino (lattobacillo) sia nel colon (prebiotico).
La definizione di simbionte secondo la ISAPP è:« una miscela composta da microrganismi vivi e substrato/i selettivamente utilizzati dai microrganismi ospiti che conferiscono un beneficio per la salute all'ospite».

## Storia
Le prime osservazioni sugli effetti positivi dei probiotici sulla salute dell'uomo risalgono all'inizio del XX secolo; il premio Nobel Eli Metchnikoff, che lavorò all'Istituto Pasteur nei primi anni del Novecento, ipotizzò che questi effetti derivassero da un miglioramento dell'equilibrio microbico intestinale tramite inibizione di batteri patogeni. Da allora le conoscenze sui probiotici si sono arricchite di studi scientifici e clinici in ampia numerica e con grande frequenza. Sono pertanto disponibili oggi dati su effetti specifici, come ad esempio attenuazione di malattie infiammatorie croniche intestinali, prevenzione e trattamento di diarrea indotta da patogeni, infezioni urogenitali, malattie atopiche
Sono stati e sono tuttora oggetti di studio anche le interazioni tra probiotici e sistema immunitario, il potenziale dei probiotici come antitumorali, gli effetti del loro utilizzo nei casi di diarrea associata agli antibiotici, diarrea del viaggiatore, diarrea in età pediatrica, malattia infiammatoria intestinale e sindrome del colon irritabile.

## Effetti benefici ipotizzati del consumo di probiotici
I benefici descritti nei vari studi non sono sempre da intendersi come effetti generali dei probiotici: ogni effetto è da attribuirsi solo al singolo ceppo o ai singoli ceppi testati a quel proposito. Se un integratore con probiotici ha dato risultati positivi in uno studio su un dato beneficio, ciò non documenta quel beneficio per nessun altro ceppo, seppur della stessa specie di quello testato, né a maggior ragione per l'intero gruppo dei probiotici. Di conseguenza, tutte le affermazioni riportate di seguito dovranno essere intese in riferimento ad un ceppo o a un numero limitato di ceppi, ovvero quelli testati per quell'effetto.

### Intolleranza al lattosio
Poiché i batteri lattici sono in grado di convertire il lattosio in acido lattico, l'assunzione di determinati ceppi attivi può aiutare gli intolleranti al lattosio a digerirne più di quanto riuscirebbero altrimenti. Questo effetto è possibile grazie al rilascio da parte dei batteri dell'enzima beta-galattosidasi, capace di “rompere” il lattosio nelle sue componenti glucosio e galattosio: ciò avviene tramite lisi delle cellule batteriche che, in questa fase, non sono quindi più metabolicamente attive. Anche i fermenti normalmente utilizzati per la produzione di yogurt sono in grado di operare questo percorso, ovvero S. thermophilus e L. delbrueckii subsp. bulgaricus.

### Diarrea da assunzione di antibiotici
La diarrea associata agli antibiotici (AAD, antibiotic-associated diarrhea) è il risultato di uno squilibrio causato da una terapia antibiotica nel microbiota presente nel colon. L'alterazione del microbiota provoca cambiamenti a livello del metabolismo dei carboidrati, con ridotto assorbimento di acidi grassi a catena corta che porta a una diarrea osmotica. Un'altra conseguenza dell'antibioticoterapia che porta a diarrea è la proliferazione di microrganismi potenzialmente patogeni come il C. difficile.
Il trattamento con probiotici può ridurre incidenza e severità della diarrea associata ad antibiotici come indicato in diverse meta-analisi. Su questo tipo di evidenze sono tuttavia necessari ulteriori dati da studi randomizzati, in doppio cieco, controllati.
L'efficacia della prevenzione di diarrea da antibiotici tramite consumo di probiotici dipende dal ceppo o dai ceppi probiotici utilizzati e dal loro dosaggio.
Si sono registrate riduzioni fino al 50% dei casi diarrea. In nessuno di questi studi si sono riportati effetti avversi.
Uno studio clinico condotto nel 2007 nel Regno Unito ha mostrato che il consumo preventivo di un prodotto commercialmente disponibile a base di latte fermentato col probiotico L. càsei DN-114001, in aggiunta ai normali fermenti dello yogurt - L. bulgaricus e S. thermophilus – può ridurre l'incidenza di diarrea associata ad antibiotici e a infezione da Clostridium difficile.
Recenti metanalisi evidenziano come si possa osservare un'importante riduzione dei casi di AAD quando alla terapia antibiotica sia associato un trattamento preventivo con probiotici. Nell'adulto il microrganismo più efficace sembra essere il Saccharomyces boulardii, mentre nei bambini, oltre al Saccharomyces boulardii, è risultato particolarmente efficace anche il Lactobacillus rhamnosus GG. Efficacia e tollerabilità di una dose giornaliera di Lactobacillus acidophilus CL1285 nella prevenzione di diarrea associata ad antibiotici sono state dimostrate in uno studio del Montréal's Maisonneuve-Rosemont Hospital su pazienti ospedalizzati.
Uno studio del 2010 suggerisce che eventuali effetti positivi di terapie probiotiche nella prevenzione di infezioni secondarie, una complicanza comune della terapia antibiotica, possono derivare dal fatto che l'ingestione di alimenti contenenti batteri buoni concorre a mantenere il sistema immunitario sollecitato, pronto, il che concorre a contrastare gli effetti negativi della malattia e dell'assunzione di antibiotici. Si è ipotizzato che gli antibiotici possano “attenuare” il sistema immunitario, mentre i probiotici lo riportano a uno stato di allerta, più pronto a reagire velocemente a nuove infezioni.
I probiotici sono utili anche nel ridurre gli effetti di diarree infettive nei bambini, in particolar modo nei Paesi occidentali dove l'infezione da rotavirus è la causa principale, e accorciare la durata della diarrea di alcune ore o di un'intera giornata può essere rilevante.
Un ceppo probiotico ampiamente studiato in tale ambito è il Lactobacillus rhamnosus GG che è risultato in grado di ridurre la durata della diarrea infettiva sostenuta da rotavirus, patogeno frequente in età pediatrica ed importante causa di ricovero ospedaliero. Le Linee guida dell'American Academy of Pediatrics 2010, così come nel 2008 le linee guida dell'ESPGHAN (European Society for Paediatric Gastroenterology, Hepatology and Nutrition) indicano che per il trattamento della diarrea acuta l'effetto benefico è ceppo-dipendente e che il Lactobacillus GG è ad oggi raccomandato più di altri con una «bassa qualità di evidenze ed una forte raccomandazione», questo sembra essere il probiotico più efficace, infatti, se somministrato già all'insorgenza della diarrea acuta è in grado di ridurne la durata di circa 1 giorno.
Da uno studio del 2012 è emerso che tra i lattobacilli più efficaci nell’inibire la crescita dei principali ceppi diarrogeni di Escherichia coli vi sono il Lactobacillus delbrueckii LDD01, il Lactobacillus rhamnosus LR04, il Lactobacillus pentosus LPS01 e il Lactobacillus plantarum LP01. Nei bambini e nei lattante in particolare che hanno un sistema immunitario ancora non sviluppato, è molto importante scegliere probiotici allergen free, cioè privi di sostanze allergizzanti (come ad esempio proteine del latte e della soia, glutine, fruttosio e saccarosio).

### Funzione immunitaria e prevenzione delle infezioni
Ci sono evidenze sul fatto che i batteri che abitano nell'intestino (il cosiddetto microbiota intestinale) possono modulare il sistema immunitario mucosale; alcuni ceppi probiotici sono in grado di stabilire un dialogo incrociato (cross-talk) con il sistema immunitario intestinale (GALT, Gut Associated Lymphoid Tissue) e di avere quindi un effetto su di esso. Le conseguenze di queste interazioni nel loro complesso sono tuttavia ancora da comprendere.
Si reputa che i probiotici possano avere diversi effetti benefici sulla funzione immunitaria. Possono infatti proteggere da specie patogene tramite inibizione della crescita tramite competizione e, come suggerito da alcune evidenze, agire sul sistema immunitario aumentando il numero di cellule che producono immunoglobuline, migliorando la fagocitosi, incrementando la proporzione di linfociti T e cellule NK (Natural Killer).
In uno studio del 2004 sono stati testati alcuni marcatori del sistema immunitario di studenti che hanno assunto per 6 settimane nel periodo degli esami (3 settimane di studio, 3 settimane di esami) latte o Actimel. Due di questi marker sono risultati significativamente differenti tra il gruppo che prendeva latte e quello che prendeva Actimel: l'incremento della produzione dei linfociti e quello della produzione di cellule CD56 positive. Alcuni studi clinici hanno dimostrato inoltre che i probiotici possono diminuire l'incidenza di infezioni respiratorie e di carie nei bambini, così come severità e durata della diarrea del viaggiatore negli adulti.
Uno studio del 2007 condotto dall'University College Cork in Irlanda ha mostrato che il consumo di latti fermentati con Lactobacillus era in grado di prevenire le infezioni da Salmonella nei maiali.
Si è visto inoltre che alcuni alimenti e integratori probiotici modulano la risposta infiammatoria, e si pensa che ciò sia dovuto almeno in parte alla regolazione della funzione delle citochine. Per quanto riguarda la risposta infiammatoria, alcuni studi clinici suggeriscono ad esempio che possano prevenire le ricadute di malattie infiammatorie croniche intestinali (IBD, Inflammatory Bowel Disease) negli adulti. Per l'ipersensibilità, invece, non è tuttora chiaro come i probiotici possano contrastare la sovrareazione del sistema immunitario, ma un potenziale meccanismo sembra essere la desensibilizzazione dei linfociti T, un importante componente del sistema immunitario, verso stimoli proinfiammatori.
Un interessante effetto benefico di alcuni ceppi probiotici a questo proposito riguarda dermatite atopica e asma nei bambini; si trovano tuttavia in letteratura dati discordanti. Non sembra invece che i probiotici possano ridurre gli effetti di eczemi e dermatiti persistenti.

### Sindrome dell'Intestino Irritabile (SII) e infiammazione intestinale
C'è ampio consenso sul fatto che alcuni probiotici possano migliorare la qualità di vita di chi soffre di disfunzioni gastrointestinali (gonfiore, dolori addominali, ecc). All'interno di questa popolazione, il gruppo di chi soffre di Sindrome dell'intestino irritabile (SII) è stato preso come riferimento (anche per valutazioni da parte dell'EFSA) per verificare il potenziale dei probiotici nel migliorarne la sintomatologia: questi risultati si possono considerare validi anche per tutti coloro che presentano sintomi analoghi ma che non hanno una diagnosi di SII. Alcuni ceppi hanno dato risultati positivi per questo tipo di attività, inclusa la riduzione di stipsi e il ripristino di un “normale” tempo di transito.
Interessanti sono i dati ottenuti in uno studio del 2009 sull'efficacia del Lactobacillus GG nella gestione ambulatoriale con approcci naturali dei disturbi legati alla formar diarea-predominant della sindrome dell'intestino irritabile e sul gonfiore addominale.

### Eradicazione dell'Helicobacter pylori
I batteri lattici sono considerati utili anche nel trattamento delle infezioni da Helicobacter pylori (associato a ulcera peptica) negli adulti in associazione ai farmaci normalmente utilizzati allo scopo. Sono tuttavia necessari ulteriori studi in questa area.
Al maggio 2011 risultano pubblicati circa 140 studi che riguardano probiotici e H. pylori, da cui è emerso che l'aggiunta di yogurt contenenti probiotici alla tripla terapia eradicante non ha aumentato il tasso di eradicazione dell'H. pylori, tuttavia ha ridotto la frequenza di stomatite e costipazione.
L'H. pylori induce la produzione di IL-8 attraverso l'attivazione di meccanismi di segnalerecettore Toll-like 4 (TLR4) mediati; i lattobacilli, segnatamente il Lactobacillus bulgaricus (LBG), impedisce lo sviluppo dell'H. pylori mediata dalla produzione di IL-8 attraverso l'inibizione delle vie di segnale TLR4 mediate.
Secondo Lesbros-Pantoflickova l'assunzione a lungo termine di prodotti contenenti ceppi di probiotici determina effetti favorevoli sulla eradicazione dell'infezione da H. pylori negli esseri umani, per la capacità di questi di ridurre i disturbi associati con gli alti livelli di infiammazione gastrica.
Uno studio del 2006 su 111 campioni di H. pylori ha mostrato una scarsa efficacia della tetraciclina tinidazolo, del bismuto associata all'IPP essendo pari al 71,4%; l'efficacia del amoxicillina e claritromicina più IPP è migliorata moderatamente con l'85,9%, mentre la supplementazione con Lattobacillus spp ha aumentato significativamente l'efficacia con un'efficacia pari al 94,3%. Inoltre, secondo Gotteland et al. la regolare assunzione dei probiotici potrebbe essere una soluzione applicabile su larga scala per le popolazioni a rischio di colonizzazione da H. pylori.
Una metanalisi condotta nel 2007 suggerisce che la supplementazione con probiotici potrebbe migliorare i tassi di eradicazione della terapia anti-H. pylori, mostrando così la sua utilità nei pazienti con tassi insufficienti di eradicazione. Inoltre, i probiotici mostrano un impatto positivo sugli effetti collaterali della terapia di eradicazione dell'H. pylori.

### Obesità
Molte patologie gastroenterologiche come la malattia infiammatoria intestinale, la sindrome del colon irritabile, i linfomi intestinali ed anche l'obesità trovano una possibile causa nell'alterazione della flora microbica. Ê, infatti, nota l'alterazione della flora microbica nei soggetti obesi: ne consegue che tra le strategie terapeutiche utili per trattamento adiuvante dell'obesità diversi autori suggeriscono utile l'uso dei probiotici assunti nello yogurt o in supplementi alimentari.
Nuove evidenze suggeriscono che esiste una differenza nella composizione del microbiota intestinale tra obesi e volontari magri, cosa che ha aperto nuovi spazi per la ricerca sui pre e/o probiotici e/o simbionti. La manipolazione della flora intestinale potrebbe essere un mezzo importante per la gestione del peso dei pazienti con sovrappeso. Dati suggeriscono che l'uso di ceppi di bifidobatteri sarebbe efficace nel ridurre il rischio di obesità.

### Stipsi
L'uso delle fibre nella terapia della stipsi è stata consigliata, da sempre, sulla una base di osservazioni empiriche, ma solo recentemente si sono compresi i meccanismi con cui le fibre e i prodotti derivati possono influenzare la funzione del colon. L'interazione tra fibra e la flora batterica del colon umano sembra svolgere un ruolo importante nel generare gli effetti benefici della fibra. La microflora è quindi una necessità terapeutica per garantire gli effetti terapeutici delle fibre.
Anche nei bambini il trattamento con probiotici mostra la sua utilità nel trattamento della stipsi pediatrica.
Negli anziani con malattia diverticolare l'uso regolare di probiotici migliora la qualità dell'alvo specie nei soggetti con prevalenza di stipsi.
I lattobacilli insieme alle terapie standard nei soggetti domiciliati in casa di cura affetti da stipsi cronica, determinano un miglioramento della frequenza alla defecazione, nella quantità e dello stato delle feci; suggerendo con ciò l'utilità dell'uso dei lattobacilli nel prevenire la stipsi. Un recente RCT condotto in Israele su 243 pazienti anziani (>65 anni) ospedalizzati e sottoposti a trattamento con probiotici o placebo per 45 giorni consecutivi ha mostrato che la supplementazione con probiotici ha effetti positivi sulla motilità intestinale nei pazienti sottoposti a riabilitazione ortopedica.

### Assorbimento dei minerali
Si pensa che i lattobacilli probiotici possano portare beneficio nei casi di malassorbimento di minerali traccia, frequenti in particolar modo tra chi ha una dieta ricca in fitati, sostanze anti-nutrienti contenute in cereali integrali, noci e legumi. I fitati si possono comunque rimuovere dai cereali se si sciacquano prima del consumo.

### Prevenzione della proliferazione di batteri nocivi in condizioni di stress
In uno studio condotto per valutare gli effetti dello stress sulla flora intestinale, si è verificato che ratti alimentati con probiotici avevano meno batteri nocivi adesi alle pareti intestinali rispetto a quelli alimentati con acqua sterile.

### Prevenzione delle infezioni in chirurgia
Una metanalisi suggerirebbe come l'uso dei probiotici/simbionti può ridurre le infezioni post-operatorie dopo chirurgia addominale; dato però da interpretare con cautela per l'eterogenicità degli studi esaminati.
I probiotici possono ridurre il rischio di sviluppare malattie infiammatorie croniche intestinali e riducono la proliferazione batterica intestinale dopo un intervento chirurgico intestinale; ciò attraverso la specifica stimolazione immunitaria dei processi che coinvolgono le cellule dendritiche, risultando ciò vantaggioso per lo stato immunologico dell'ospite aiutando a prevenire la traslocazione patogena.

### Apparato urogenitale
Diversi studi in vitro hanno mostrato il potenziale dei probiotici nel migliorare le infezioni del tratto urinario e le vaginosi batteriche.
Si sono ottenuti in questi studi risultati di diversa entità, e sono necessari studi in vivo per confermare e definire l'efficacia in quest'area. Sono 137 gli studi che correlano i probiotici al tratto urinario, di questi sono 9 i RCT e le metanalisi che studiano sull'uomo i probiotici nelle infezioni del tratto urinario.
Le infezioni del tratto urinario inferiore sono frequenti nelle giovani donne, durante la gravidanza, ed anche in donne in peri e post-menopausa. A causa della natura cronica di queste infezioni urinarie (IVU) e del potenziale di resistenza agli antibiotici, un approccio naturale alla prevenzione e cura è auspicabile. La ricerca clinica suggerisce che le migliori soluzioni naturali per la prevenzione a lungo termine comprendono anche i probiotici.
I risultati mostrerebbero come i lattobacilli probiotici possono interferire con la microflora vaginale alterata, suggerendo come questi possono aiutare ad eradicare i patogeni nella formazione del biofilm.

### Gravidanza e allattamento
L'importanza dei probiotici in gravidanza è sottolineata da varie pubblicazioni e studi secondo la medicina basata sulle evidenze (EBM). Dati indicano che la supplementazione con probiotici raramente determina un assorbimento sistemico quando questi sono usati da individui sani. Diversi studi controllati condotti su donne durante il terzo trimestre di gravidanza non hanno riportato un aumento di eventi avversi fetali. Non ci sono stati studi pubblicati per la specie Saccharomyces nel suo uso in gravidanza. In generale è poco probabile una presenza dei probiotici nel latte materno.
Un RCT condotto su 220 donne mostra come l'uso di probiotici sia sicuro nella prevenzione nell'ultimo mese di gravidanza delle atopie dell'infanzia.
Il Lactobacillus GG è stato impiegato anche nella prevenzione e nel trattamento delle patologie allergiche. In uno studio verso placebo, LGG è stato somministrato a donne in gravidanza con anamnesi di patologie atopiche e successivamente durante l'allattamento. In questo studio il trattamento con LGG ha mostrato un effetto protettivo nei confronti dello sviluppo di forme di atopia. Il follow up di questo studio, dopo 7 anni, ha confermato le osservazioni iniziali. In questo studio inoltre non è stato registrato alcun evento avverso sia nelle madri che nei neonati.
Una ricerca condotta presso il Dipartimento di Pediatria, dell'Università di Bari mostra che l'alimentazione dei neonati pretermine con una formula integrata con prebiotici e probiotici può stimolare lo svuotamento gastrico e migliorare la maturazione dell'attività EGG (elettrogastrografia cutanea) mimando l'effetto del latte materno.

### Prevenzione del tumore al colon
È stato dimostrato in studi di laboratorio che alcuni ceppi di batteri lattici (Lactobacillus bulgaricus) hanno un effetto anti-mutageno, che si pensa dovuto alla loro capacità di legarsi alle ammine eterocicliche che vengono prodotte durante il processo di cottura dalle sostanze cancerogene contenute nella carne. Studi su animali hanno dimostrato che alcuni batteri lattici possono avere effetto protettivo nei confronti del tumore al colon nei roditori, mentre i dati sull'uomo sono per ora limitati e non concordi. La maggior parte degli studi sull'uomo ha mostrato che i ceppi testati possono esplicare effetti anti-tumorali attraverso la diminuzione dell'attività di un enzima, la β-gluconoridasi, che può generare carcinogeni all'interno del sistema digerente. In uno studio di popolazione si è inoltre osservata una percentuale di tumori al colon inferiore nei soggetti che consumavano una maggior quantità di prodotti derivati da latte fermentato. Questi dati sono da considerarsi ad oggi indicativi, in quanto necessitano di maggiori conferme da ulteriori studi.
Nel complesso, sappiamo che esiste una dinamica interrelazione tra la microflora intestinale e il rischio di cancro al colon, rischio che può essere modificato da componenti della dieta e dal comportamento alimentare.

### Riduzione del colesterolo
Studi su animali hanno dimostrato l'efficacia di diversi batteri lattici sulla riduzione dei livelli di colesterolo nel sangue, probabilmente metabolizzando la bile a livello intestinale e impedendone quindi il riassorbimento (e quindi il passaggio di colesterolo dall'intestino al flusso sanguigno). Alcuni studi sull'uomo, ma non tutti, hanno mostrato che derivati del latte fermentati con batteri lattici specifici possono produrre moderate riduzioni dei livelli di colesterolo totale e LDL in soggetti con livelli nella norma. Sono tuttavia necessari studi su soggetti ipercolesterolemici.

### Riduzione della pressione sanguigna
Diversi studi clinici su piccoli gruppi hanno indicato che il consumo di prodotti lattiero-caseari fermentati con diversi ceppi di batteri lattici può portare a moderate diminuzioni della pressione sanguigna. Si pensa che ciò sia dovuto all'azione di peptidi simil-ACE inibitori, presenti nell'alimento in quanto prodotti durante il processo di fermentazione del latte, e non all'azione dei batteri nell'intestino.

## Ceppi probiotici
I probiotici sono disponibili in alimenti o, liofilizzati, in integratori alimentari o prodotti farmaceutici da banco (OTC). Gli alimenti contenenti i soli fermenti lattici, sono i più comuni derivati del latte fermentati ottenuti con i fermenti normali dello yogurt (Lactobacillus bulgaricus e Streptococcus thermophilus), oppure con aggiunta di un ceppo probiotico specifico. Ceppi comuni per questa categoria sono ad esempio Lactobacillus johnsonii, Lactobacillus casei, Lactobacillus casei, prec. Lactobacillus casei IMUNITASS, Bifidobacterium lactis, Lactobacillus rhamnosus.
I ceppi probiotici comuni invece nelle categorie integratori alimentari e OTC sono ad esempio Lactobacillus reuteri, Lactobacillus rhamnosus, Saccharomyces boulardii, Bacillus clausii, Bacillus subtilis), Bifidobacterium, Lactobacillus paracasei, Lactobacillus rhamnosus, Bifidobacterium lactis, Lactobacillus acidophilus, Lactobacillus paracasei, Bifidobacterium bifidum, Lactococcus lactis, Lactobacillus salivarius, Clostridium sporogenes,  Bifidobacterium longum, Lactobacillus pentosus, Lactobacillus plantarum, Lactobacillus delbrueckii.

## Pericoli per i probiotici
Per tutto quanto detto, risulta chiara l'importanza di un microbiota in equilibrio e ricco di batteri probiotici. Esistono tuttavia delle condizioni che possono distruggere considerevolmente il quantitativo numerico di questi batteri:
- infezioni intestinali
- uso di antibiotici
- cattiva digestione
- scorrette abitudini alimentari (e.g., consumo eccessivo di alcol)
- stress (lavoro, studio, etc.)
- avvelenamenti

## Integratori di probiotici
Sono stati studiati integratori alimentari in diverse formulazioni come compresse, capsule, polveri, bustine e gocce contenenti i batteri. Tuttavia i probiotici assunti per via orale possono essere distrutti dalle condizioni acide dello stomaco. A partire dal 2010 sono state sviluppate diverse tecniche di microincapsulazione per superare questo problema e permettere a certe tipologie di probiotici di resistere agli acidi gastrici e biliari e di giungere integri e vitali nel colon, sopperendo efficacemente al deficit microbico, riequilibrando così la flora intestinale, in tutti i casi di disbiosi.
Si raccomanda cautela nel somministrare integratori probiotici a pazienti con una barriera intestinale compromessa a seguito ad esempio di gravi patologie. In alcune situazioni specifiche (come nel caso di soggetti gravemente malati) la somministrazione di probiotici può infatti essere nociva: in uno studio clinico condotto da M. Besselink e colleghi nei Paesi Bassi, la somministrazione per via enterale (tramite sonda) di un cocktail contenente ceppi di batteri probiotici geneticamente modificati a soggetti ad elevato rischio per pancreatite acuta severa è risultata in un'aumentata percentuale di decessi. Alcuni ospedali riportano inoltre di aver trattato casi di setticemia da lattobacillo, un'infezione potenzialmente fatale causata dal consumo di probiotici da parte di soggetti immunodeficienti o con gravi patologie in atto. Nel 2010 il prodotto Activia veniva pubblicizzato affermando che la sua assunzione riducesse il tempo di transito intestinale, ma ciò non era dimostrato da studi clinici e pertanto la Federal Trade Commission statunitense ha emesso una contestazione e tali indicazioni sui benefici attesi di salute sono state ritirate e la Danone è stata multata per circa 35 milioni di dollari.

## Postbiotici

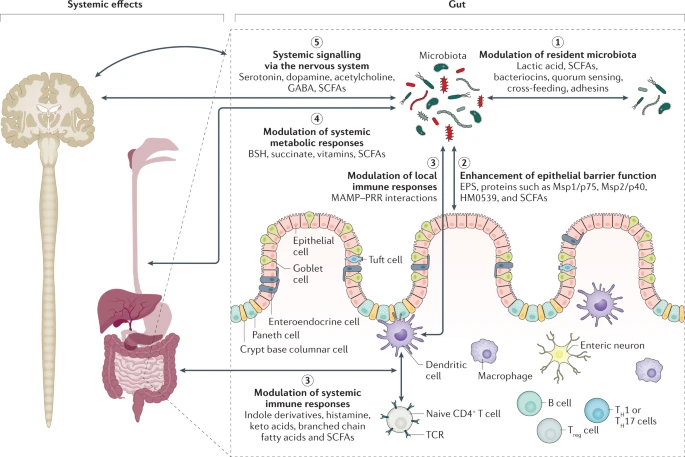
I 5 meccanismi d'azione postulati per l'azione dei postbiotici

Nel 2019, l'International Scientific Association for Probiotics and Prebiotics (ISAPP) ha formulato la definizione di postbiotico definendola così: una "preparazione di microrganismi inanimati e/o dei loro componenti che conferisce un beneficio per la salute all'ospite". I postbiotici efficaci devono contenere cellule microbiche inattivate o componenti cellulari, con o senza metaboliti, che contribuiscono ai benefici per la salute osservati.
Prima della classificazione della ISAPP diversi termini diversi, sinonimi tra loro, sono stati utilizzati nel corso degli anni per riferirsi a qualche forma di microrganismi inattivati o uccisi nella letteratura scientifica: tra cui paraprobiotici, parapsicobiotici, probiotici fantasma, metabiotici, probiotici tindalizzati e lisati batterici.

### Recettori Toll Like e probiotici
- (EN) J J Malago, Probiotic Bacteria and Enteric Infections: Cytoprotection by Probiotic Bacteria, Springer, 29 gennaio 2011,  pp. 278–, ISBN 978-94-007-0385-8.
- (EN) Sonia Michail e Philip M. Sherman, Probiotics in Pediatric Medicine, Springer, 2009,  pp. 91–, ISBN 978-1-60327-288-9.
- (EN) Manzoor M. Khan, Immunopharmacology, Springer,  pp. 142–, ISBN 978-0-387-77975-1.
- (EN) Dimitris Charalampopoulos e Robert A. Rastall, Prebiotics and Probiotics Science and Technology, Springer,  pp. 9–, ISBN 978-0-387-79057-2.
- (EN) Johannes Ring, Bernhard Przybilla e Thomas Ruzicka, Handbook of Atopic Eczema, Birkhäuser,  pp. 449–, ISBN 978-3-540-23133-2.